# Аристов, Дмитрий Иванович
Дмитрий Иванович Аристов (1879 год, Российская империя — 1957 год, Париж) — русский дирижёр, композитор, регент церковного хора в Русском Зарубежье, в Бизерте, Тунис и Париже, Франция. Участник Белого движения и Русская эскадра.

## Биография
В результате Гражданской войны в России в составе Русской эскадры эвакуировался из Крыма в Бизерту, Тунис.
С февраля 1921 года по июнь 1922 года был регентом церковного хора в корабельном храме на эскадренном линейном эскадренном броненосце «Георгий Победоносец».
Далее в эмиграции — жил в Париже, Франция.
Известен, как дирижер композитор, регент и аранжировщик православной церковной музыки русской традиции в Зарубежье, в Париже. Сотрудничал с Ф. Шаляпиным.
По приглашению настоятеля архимандрита Александра Евреинова управлял церковным хороми в приходе Святой Троицы в Париже на 39, rue Francois-Gerard, принадлежащем Русской католической традиции византийского обряда в Русском апостолате.

## Дискография
- 11.06.1928 — Русский церковный хор «Слава в вышних Богу», церковное песнопения (Феофан), Хор Аристова. дирижер Д. Аристов, Париж, Emvee Records
- 11.06.1928 — Русский церковный хор «Достойно есть», церковное песнопение (Пётр Ильич Чайковский), Хор Аристова. дирижер Д. Аристов, Париж, Emvee Records